# Marleen Rohde
Marleen Rohde (* 21. Juli 2002) ist eine deutsche Fußballspielerin, die seit dem 1. Juli 2023 beim Regionalligisten Hertha BSC unter Vertrag steht und zuletzt im Jahr 2021 für die U20-Nationalmannschaft spielte.

## Karriere

### Vereine
Rohde begann in der C-Jugendmannschaft des 1. FFC Turbine Potsdam mit dem Fußballspielen. In der Landesklasse Nord/West Brandenburg kam sie zum Saisonauftakt am 17. September 2016 beim 2:2-Remis im Heimspiel gegen die zweite C-Jugendmannschaft des SV Falkensee-Finkenkrug das erste Mal für den Verein in einem Punktspiel zum Einsatz, den sie sogleich mit ihrem ersten Tor, dem Treffer zum Endstand in der 55. Minute krönte. In der Saison 2017/18 bestritt sie elf Punktspiele in der Staffel Nord/Nordost der B-Juniorinnen-Bundesliga, in denen sie zwei Tore erzielte. In der Folgesaison bestritt sie am 1. Juni 2019 (18. Spieltag) ihr einziges Saisonspiel, nachdem sie – zur Saison 2018/19 in die zweite Mannschaft aufgerückt war – bereits 19 Punktspiele in der 2. Bundesliga bestritten und drei Tore erzielt hatte.
Ihr Debüt im Seniorinnenbereich gab sie zum Saisonstart am 19. August 2018 beim 1:1-Unentschieden im Heimspiel gegen die zweite Mannschaft des VfL Wolfsburg mit Einwechslung in der 81. Minute für Lea Bahnemann; ihr erstes Tor gelang ihr am 28. Oktober 2018 (7. Spieltag) beim 2:2-Unentschieden im Heimspiel gegen den 1. FC Saarbrücken mit dem Treffer zum 1:2 in der 38. Minute. Mit ihrem letzten Punktspiel am vorletzten Spieltag der Zweitligasaison 2020/21 kam sie in insgesamt 32 Zweitligaspielen zum Einsatz, in denen sie sechs Tore erzielte. Während ihrer Vereinszugehörigkeit wurde sie auch ein einziges Mal in der ersten Mannschaft in der Bundesliga eingesetzt. Beim 5:1-Sieg im Auswärtsspiel gegen Bayer 04 Leverkusen am 14. Juni 2020 (19. Spieltag) wurde sie in der 85. Minute für Marie Höbinger eingewechselt.
Mit Abschluss Abitur an der Sportschule Potsdam „Friedrich Ludwig Jahn“ begab sie sich im Jahr 2021 in die Vereinigten Staaten zur Aufnahme eines Business Administration-Studiums an der in Berkeley ansässigen University of California. Dort kam sie als Freshman für das Sport-Team der Bildungseinrichtung, die Golden Bears, in 16 Meisterschaftsspielen in der Pacific-12 Conference zum Einsatz, in denen ihr am 10. März 2021 im Auswärtsspiel gegen die Beavers, dem Sport-Team der Oregon State University, mit dem Siegtreffer zum 2:1 in der 82. Minute ihr einziges Tor gelang.
Nach Deutschland zurückgekehrt, schloss sie sich zur Saison 2023/24 dem in der drittklassigen Regionalliga Nordost vertretenen Hertha BSC an, der zum 1. Juli 2023 alle Frauen- und Mädchenmannschaften von Hertha 03 Zehlendorf übernommen hatte, um sich weiter im Frauenfußball zu engagieren. Mit den Siegen des 1. FC Union Berlin im Hin- und Rückspiel gegen den SV Henstedt-Ulzburg um den Aufstieg in die 2. Bundesliga, nimmt sie mit ihrer Mannschaft den freigewordenen Platz in der 1. Runde des DFB-Pokal-Wettbewerbs ein; gleichbedeutend mit der ersten Teilnahme an diesem Wettbewerb.

### Auswahl-/Nationalmannschaft
Rohde kam als Spielerin der Auswahlmannschaft des Fußball-Landesverbandes Brandenburg in den Altersklassen U14 (2015 und 2016), U16 (2017 und 2018) und U18 (2017 bis 2019) in insgesamt 24 Turnierspielen um den DFB-Länderpokal an der Sportschule Wedau in Duisburg zum Einsatz.
Sie kam für die Nachwuchsnationalmannschaften des DFB in den Altersklassen U15 bis U19 in insgesamt 15 Länderspielen zum Einsatz, bevor sie am 28. November 2021 in Salou bei der 0:1-Niederlage der U20-Nationalmannschaft im Rahmen eines „U20-Nationen-Turniers“ gegen die U20-Nationalmannschaft Spaniens in der 71. Minute für Lisanne Gräwe zum Einsatz kam. Ihr Debüt als Nationalspielerin gab sie am 11. Dezember 2016 in Tubize für die U15-Nationalmannschaft, die das Freundschaftsspiel gegen die U15-Nationalmannschadt Belgiens mit 2:0 gewann. Ihr einziges Länderspieltor gelang ihr am 8. Mai 2019 für die U17-Nationalmannschaft, bei der 2:3-Niederlage gegen die U17-Nationalmannschaft der Niederlande im zweiten Spiel der Gruppe B während der Europameisterschaft 2019 in Bulgarien mit dem 1:0-Führungstreffer in der 24. Minute.

## Erfolge
- U17-Europameister 2019
- Halbfinalist B-Juniorinnen-Meisterschaft 2019